# صخره‌ماهی شهپردار
صخره‌ماهی شهپردار (نام علمی: Sebastes maliger) نام یک گونه از سرده صخره‌ماهی است.